# جبل حرب
جبل حرب جبل من سلسلة جبال مدين في السعودية، يقع بالقرب من مدينة ضبا في منطقة تبوك، ويبلغ ارتفاعه 1,962 م (6,437 قدم)*.